# Vorstadt (Kiel)
Die Vorstadt ist ein Stadtteil von Kiel.

## Geschichte
Dreihundertdreißig Jahre nach der Stadtgründung war das Altstadtgebiet so dicht bebaut, dass im Jahre 1572 der erste Kieler Bürger das Recht erhielt, außerhalb zu siedeln. Da im Norden schon der Flecken Brunswik, im Osten die Förde und im Westen der Kleine Kiel existierten, war für lange Zeit nur eine Ausdehnung in südlicher Richtung über die Holstenbrücke hinweg möglich. An den vorhandenen Feldwegen begann bis zum Kuhberg hinauf eine unregelmäßige Bebauung. Es entwickelte sich Kuhstede – später Vorstadt genannt. In der Einweihungsschrift der Universität 1665 wird vom Dorf Kuhberg berichtet. Dieses Dorf findet sich heute noch im Straßennamen Kleiner Kuhberg wieder. Die Holstenbrücke wurde abgerissen und an ihrer Stelle wird das Holsten-Fleet gebaut.

## Stadtteilgrenzen
Der Stadtteil Vorstadt wird im Norden von der Rathausstraße und der Holstenbrücke begrenzt. Nördlich der Stadtteilgrenze liegen zudem der Kleine Kiel und der Bootshafen. Im Osten bildet die Kieler Förde die Grenze. Im Süden wird der Stadtteil durch die Raiffeisenstraße, das Sophienblatt und die Ringstraße begrenzt, im Westen durch den Schülperbaum und die Sandkuhle. Der Exerzierplatz liegt westlich der Stadtteilgrenze, die Wunderino Arena selbst, früher als Ostseehalle bezeichnet, mit dem ihr südöstlich anschließenden Europaplatz liegt im Stadtteil Vorstadt.

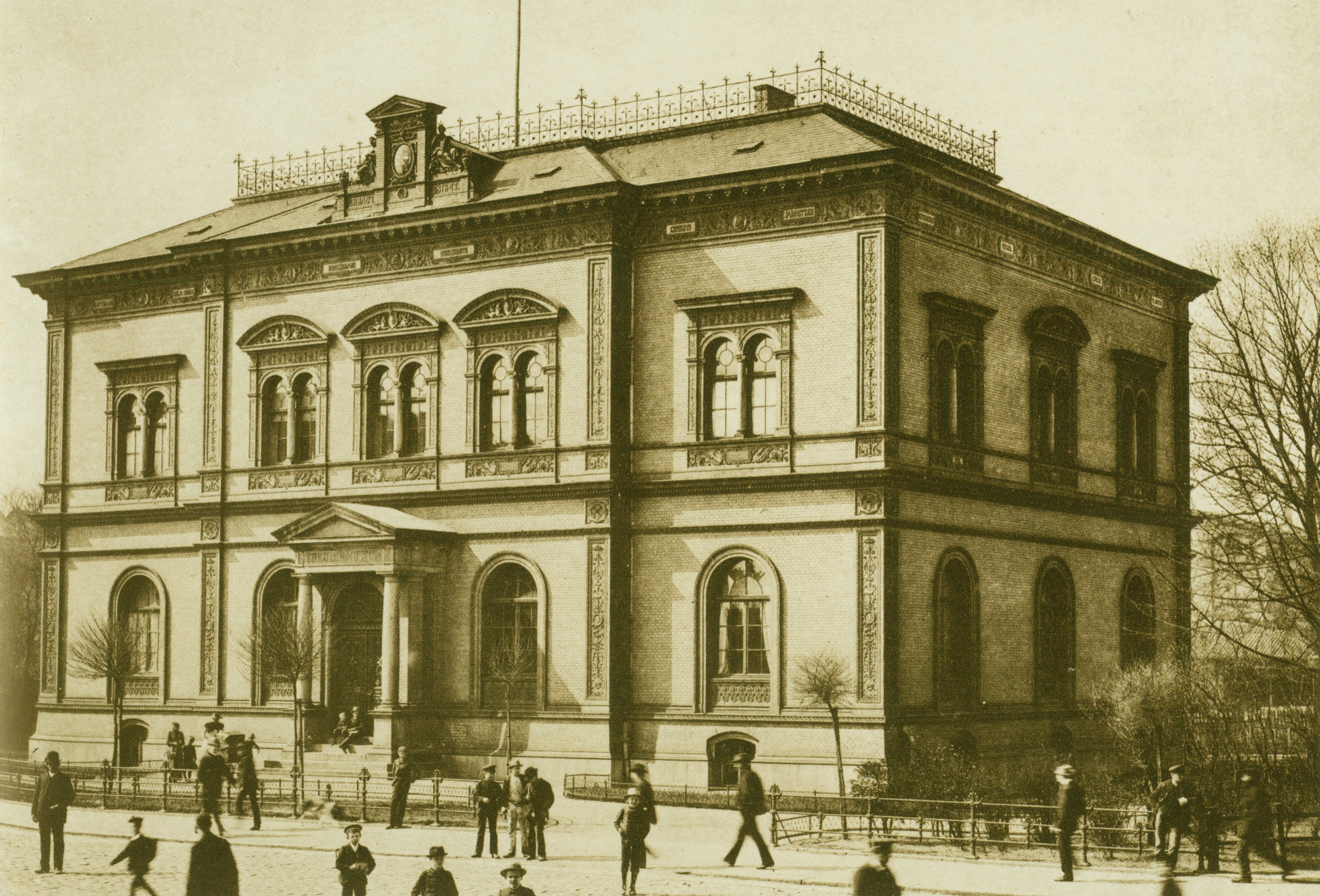
Thaulow-Museum am Sophienblatt / Ziegelteich in Kiel (1893)

## Bauwerke
- Rathaus
- Opernhaus
- Wunderino Arena – (Großveranstaltungsort, ehemalige Ostseehalle)
- Sophienhof – Einkaufszentrum

## Verlorene Bauwerke
- Thaulow-Museum am Ziegelteich, nach Kriegszerstörungen im Mai 1948 abgerissen